# اس‌ام یوسی-۲۸
اس‌ام یوسی-۲۸ (به انگلیسی: SM UC-28) یک زیردریایی بود که طول آن ۱۶۲ فوت ۳ اینچ (۴۹٫۴۵ متر) بود. این زیردریایی در سال ۱۹۱۶ ساخته شد.